# فيليسي كولومبو
فيليسي كولومبو (بالإيطالية: Felice Colombo)‏ هو رائد أعمال إيطالي، ولد في 24 أغسطس 1937 في Bellusco ‏ في إيطاليا.